# Bitka na Kostnem polju
Bitka na Kostnem polju (madžarsko Csontmezei csata) je bil vojaški poraz Ivana Korvina, nezakonskega sina kralja Matjaža Ogrske 4. julija 1490.
Kralj Matjaž ni imel otroka od nobenih žena (Katarine Podjebradske ali Beatrice Neapeljske), zato je hotel imenovati nezakonskega sina, Ivana za prestolonaslednika. Kljub temu Ivan ni podedoval očetove vladarske nadarjenosti, zato so po Matjaževi smrti (1490) ogrski velikaši zavrnili njegovo zahtevo do prestola, ker je bil izvenzakonski otrok. Tudi njegova mačeha ni odobravala Ivanovega podedovanja, ker je sama hotela vladati na Ogrsko.
Poleg tega so zelo močni evropski vladarji postavili zahtevo po ogrskem prestolu: Vladislav Jagelonski, Ivan I. Albert ali Maksimilijan I. Habsburški. Plemstvo na Ogrskem pa se je naveličalo oblasti kralja Matjaža, njegovih visokih davkov in nenehnih vojn v nemških in čeških deželah.
Uradno je Ivan Korvin odpovedal ogrski prestol, ampak so njegovi podpiralci, škof Zsigmond Ernuszt, Lovro Iločki in Bertalan Beriszló nabirali vojsko, da bi mu pomagali. Ko je ta vojska vkorakala v Budim, se je Ivan premislil in se pridružil svojim podpiralcem, ki so mu svetovali, da se napoti na Južno Ogrsko, kjer lahko išče še več podpiralcev. Ivan je odnesel tudi celo premoženje državne zakladnice, kar je razjezilo Matjaževo vdovo Beatrice.
Matjaževa bivša vojskovodji Pál Kinizsi in István Báthory sta začela preganjati Ivana Korvina. Kmalu sta ga dohitela v Tolni. Neodločen Ivan bi se spet premislil, vendar so ga podpiralci izsiljevali in primorali k borbi.
Kinizsijeve in Báthoryjeve čete so opažale Korvinovo vojsko pri reki Sárvíz, na t. i. Kostnem polju (Csontmező), pri današnjem Kölesdu. Čeprav so Korvinovi neizkušni vojaki poskusili napadati sovražnike, vendar Kinizsijevi vojaki, ki so bili vetarani več prejšnjih vojn, so jih lahko premagali. Kinizsi si je nazaj pridobil državno zakladnico, medtem ko so njegovi vitezi oropali vse Korvinovo premoženje.
Po porazu je Ivan Korvin izgubil ne samo ogrski prestol, ampak tudi možnost nadomestila: kolikor bi odpovedal Kraljevino Ogrsko, bi lahko postal kralj Bosne in Hrvaške. Pozneje se je moral zadovoljiti z nazivom hrvaškega bana.